# Georg von Eppinghoven
Georg Friedrich Ferdinand Meyer (Luik, 14 november 1849 - Monheim, 3 februari 1904), was een buitenechtelijke zoon van koning Leopold I der Belgen en diens minnares Arcadie Claret. Hij kreeg van zijn vader de titel Baron von Eppinghoven. De familienaam Meyer kwam van de 'plaatsvervangende' echtgenoot van Arcadie.

## Biografie

### Jeugd en opleiding
Begin 1844 leerde koning Leopold I der Belgen de toen amper achttienjarige Arcadie Claret kennen, met wie hij vrijwel onmiddellijk een verhouding begon. Hij kocht voor haar een luxueus pand in de Brusselse gemeente Sint-Joost-ten-Node. Hun relatie bleef niet lang onopgemerkt en werd in de pers uitvoerig becommentarieerd. Om de aanhoudende kritiek een halt toe te roepen, organiseerde de koning een schijnhuwelijk tussen zijn minnares en zijn stalmeester Ferdinand Meyer. In november 1849 bracht Arcadie in alle discretie in het klooster Ordre des Filles de la Croix in Luik Georg ter wereld. Toen Leopolds echtgenote koningin Louise Marie kwam te overlijden aan de gevolgen van tuberculose in oktober 1850, installeerde zijn vader kort nadien zijn moeder op het kasteel van Stuyvenberg. Het Koninklijk Paleis van Laken bevond zich slechts op enkele passen ervan. Het was ook daar dat zijn broer, Arthur von Eppinghoven, werd geboren. Vanaf 1860 kregen ze de Keulse dokter Gustav Heinrich als gouverneur.
Hoewel hij en zijn jongere broer bij de burgerlijke stand onder de naam Meyer waren ingeschreven, zorgde Leopold ervoor dat ze op het kasteel een prinselijke opvoeding kregen. Het enige wat hen volgens hem ontbrak, was een Belgische adellijke titel. Ondanks herhaaldelijk aandringen weigerde de toenmalige minister van Binnenlandse Zaken, Alphonse Vandenpeereboom, de jongens een titel te geven. Leopold wendde zich daarop tot zijn neef hertog Ernst II van Saksen-Coburg en Gotha. Deze verleende aan de beide buitenechtelijke zonen van zijn oom de erfelijke titel van Baron von Eppinghoven. Ook zijn moeder werd in de adelstand verheven en mocht zich voortaan barones noemen. De Coburgse titels waren bedoeld om de erkenning in de Belgische adel mogelijk te maken. Opnieuw gooide Vandenpeereboom echter roet in het eten door een Koninklijk besluit uit te vaardigen waarin bepaald werd dat buitenlandse adellijke titels in België niet erkend werden en dus geen aanleiding konden geven tot opname in de Belgische adel.

### Huwelijk
Na de dood van zijn vader Leopold, vertoefde Georg enige tijd aan het hertogelijk Hof van de Coburgs en trad nadien op als officier in dienst bij het Pruisische leger. De baron werd omschreven als populair, vrijgevig en iemand die van een grap hield. Hij bleef lange tijd vrijgezel, maar viel uiteindelijk voor de charmes van de veel jongere Anna Maria Brust, het kamermeisje van zijn moeder die de relatie afkeurde. Hij, die met Anna vrij snel drie kinderen had, wachtte tot na de dood van Arcadie om te huwen. Het koppel vestigde zich in 1901 op een landgoed in het Duitse Langenfeld. Kort daarna kwam Georg echter op amper 54-jarige leeftijd te overlijden in 1904. Hij was vroegtijdig oud en versleten geworden als gevolgd van een avontuurlijk leven. Georg liet zijn weduwe achter met zijn drie jonge kinderen, die toen de leeftijd van 13, 12 en 10 jaar hadden.
- Henriette-Marianna von Eppinghoven (6 mei 1891 - 8 april 1973), was mentaal gehandicapt, ze was schizofreen en bracht haar leven door in een psychiatrische kliniek.
- Heinrich-Georg von Eppinghoven (22 juli 1892 - 20 februari 1988), trouwde in Keulen met Anna Lintermann in 1922, met wie hij naar Tanzania trok om er nabij Arusha een koffie- en cacaoplantage uit te baten.
- Anna Maria Arcadia von Eppinghoven (17 april 1894 - 8 juni 1971), trouwde in 1922 met de Engelse officier Claude Tebbitt. Het gezin verbleef tijdens de Tweede Wereldoorlog in Engeland. Na de dood van haar man emigreerde ze in 1949, net als haar twee dochters, Cynthia Tebbitt en Liliana Tebbit, naar Zuid-Afrika. In 1951 hertrouwde ze in Johannesburg met Conrad Linder. Hun dochters trouwden met Peter Kane-Berman en Graham Locke.

## Stamboom familie von Eppinghoven
|                                    |                                    |                                    |                                    |                                    |                                    |                           |                           |                                |                                |                                |                                |                                |                                |                        |                        |                        |                        |                        |                        | Leopold I van België   | Leopold I van België   | Leopold I van België   | Leopold I van België   | Leopold I van België   | Leopold I van België   |                       |                       | Arcadie Claret        | Arcadie Claret        | Arcadie Claret | Arcadie Claret | Arcadie Claret          | Arcadie Claret          |                         |                         |                         |                         |                        |                        |                              |                              |                              |                              |                              |                              |                   |                   |                   |                   |
|                                    |                                    |                                    |                                    |                                    |                                    |                           |                           |                                |                                |                                |                                |                                |                                |                        |                        |                        |                        |                        |                        | Leopold I van België   | Leopold I van België   | Leopold I van België   | Leopold I van België   | Leopold I van België   | Leopold I van België   |                       |                       | Arcadie Claret        | Arcadie Claret        | Arcadie Claret | Arcadie Claret | Arcadie Claret          | Arcadie Claret          |                         |                         |                         |                         |                        |                        |                              |                              |                              |                              |                              |                              |                   |                   |                   |                   |
|                                    |                                    |                                    |                                    |                                    |                                    |                           |                           |                                |                                |                                |                                |                                |                                |                        |                        |                        |                        |                        |                        |                        |                        |                        |                        |                        |                        |                       |                       |                       |                       |                |                |                         |                         |                         |                         |                         |                         |                        |                        |                              |                              |                              |                              |                              |                              |                   |                   |                   |                   |
|                                    |                                    |                                    |                                    |                                    |                                    |                           |                           |                                |                                |                                |                                |                                |                                |                        |                        |                        |                        |                        |                        |                        |                        |                        |                        |                        |                        |                       |                       |                       |                       |                |                |                         |                         |                         |                         |                         |                         |                        |                        |                              |                              |                              |                              |                              |                              |                   |                   |                   |                   |
|                                    |                                    |                                    |                                    |                                    |                                    |                           |                           |                                |                                |                                |                                | Georg von Eppinghoven          | Georg von Eppinghoven          | Georg von Eppinghoven  | Georg von Eppinghoven  | Georg von Eppinghoven  | Georg von Eppinghoven  |                        |                        | Anna Brust             | Anna Brust             | Anna Brust             | Anna Brust             | Anna Brust             | Anna Brust             |                       |                       |                       |                       |                |                |                         |                         |                         |                         | Arthur von Eppinghoven  | Arthur von Eppinghoven  | Arthur von Eppinghoven | Arthur von Eppinghoven | Arthur von Eppinghoven       | Arthur von Eppinghoven       |                              |                              | Anna Lydia Harris            | Anna Lydia Harris            | Anna Lydia Harris | Anna Lydia Harris | Anna Lydia Harris | Anna Lydia Harris |
|                                    |                                    |                                    |                                    |                                    |                                    |                           |                           |                                |                                |                                |                                | Georg von Eppinghoven          | Georg von Eppinghoven          | Georg von Eppinghoven  | Georg von Eppinghoven  | Georg von Eppinghoven  | Georg von Eppinghoven  |                        |                        | Anna Brust             | Anna Brust             | Anna Brust             | Anna Brust             | Anna Brust             | Anna Brust             |                       |                       |                       |                       |                |                |                         |                         |                         |                         | Arthur von Eppinghoven  | Arthur von Eppinghoven  | Arthur von Eppinghoven | Arthur von Eppinghoven | Arthur von Eppinghoven       | Arthur von Eppinghoven       |                              |                              | Anna Lydia Harris            | Anna Lydia Harris            | Anna Lydia Harris | Anna Lydia Harris | Anna Lydia Harris | Anna Lydia Harris |
|                                    |                                    |                                    |                                    |                                    |                                    |                           |                           |                                |                                |                                |                                |                                |                                |                        |                        |                        |                        |                        |                        |                        |                        |                        |                        |                        |                        |                       |                       |                       |                       |                |                |                         |                         |                         |                         |                         |                         |                        |                        |                              |                              |                              |                              |                              |                              |                   |                   |                   |                   |
|                                    |                                    |                                    |                                    |                                    |                                    |                           |                           |                                |                                |                                |                                |                                |                                |                        |                        |                        |                        |                        |                        |                        |                        |                        |                        |                        |                        |                       |                       |                       |                       |                |                |                         |                         |                         |                         |                         |                         |                        |                        |                              |                              |                              |                              |                              |                              |                   |                   |                   |                   |
| Henriette-Marianna von Eppinghoven | Henriette-Marianna von Eppinghoven | Henriette-Marianna von Eppinghoven | Henriette-Marianna von Eppinghoven | Henriette-Marianna von Eppinghoven | Henriette-Marianna von Eppinghoven |                           |                           | Heinrich-Georg von Eppinghoven | Heinrich-Georg von Eppinghoven | Heinrich-Georg von Eppinghoven | Heinrich-Georg von Eppinghoven | Heinrich-Georg von Eppinghoven | Heinrich-Georg von Eppinghoven |                        |                        | Anna Lintermann        | Anna Lintermann        | Anna Lintermann        | Anna Lintermann        | Anna Lintermann        | Anna Lintermann        |                        |                        | Claude Eric Tebbitt    | Claude Eric Tebbitt    | Claude Eric Tebbitt   | Claude Eric Tebbitt   | Claude Eric Tebbitt   | Claude Eric Tebbitt   |                |                | Arcadie von Eppinghoven | Arcadie von Eppinghoven | Arcadie von Eppinghoven | Arcadie von Eppinghoven | Arcadie von Eppinghoven | Arcadie von Eppinghoven |                        |                        | Louise-Marie von Eppinghoven | Louise-Marie von Eppinghoven | Louise-Marie von Eppinghoven | Louise-Marie von Eppinghoven | Louise-Marie von Eppinghoven | Louise-Marie von Eppinghoven |                   |                   |                   |                   |
| Henriette-Marianna von Eppinghoven | Henriette-Marianna von Eppinghoven | Henriette-Marianna von Eppinghoven | Henriette-Marianna von Eppinghoven | Henriette-Marianna von Eppinghoven | Henriette-Marianna von Eppinghoven |                           |                           | Heinrich-Georg von Eppinghoven | Heinrich-Georg von Eppinghoven | Heinrich-Georg von Eppinghoven | Heinrich-Georg von Eppinghoven | Heinrich-Georg von Eppinghoven | Heinrich-Georg von Eppinghoven |                        |                        | Anna Lintermann        | Anna Lintermann        | Anna Lintermann        | Anna Lintermann        | Anna Lintermann        | Anna Lintermann        |                        |                        | Claude Eric Tebbitt    | Claude Eric Tebbitt    | Claude Eric Tebbitt   | Claude Eric Tebbitt   | Claude Eric Tebbitt   | Claude Eric Tebbitt   |                |                | Arcadie von Eppinghoven | Arcadie von Eppinghoven | Arcadie von Eppinghoven | Arcadie von Eppinghoven | Arcadie von Eppinghoven | Arcadie von Eppinghoven |                        |                        | Louise-Marie von Eppinghoven | Louise-Marie von Eppinghoven | Louise-Marie von Eppinghoven | Louise-Marie von Eppinghoven | Louise-Marie von Eppinghoven | Louise-Marie von Eppinghoven |                   |                   |                   |                   |
|                                    |                                    |                                    |                                    |                                    |                                    |                           |                           |                                |                                |                                |                                |                                |                                |                        |                        |                        |                        |                        |                        |                        |                        |                        |                        |                        |                        |                       |                       |                       |                       |                |                |                         |                         |                         |                         |                         |                         |                        |                        |                              |                              |                              |                              |                              |                              |                   |                   |                   |                   |
|                                    |                                    |                                    |                                    |                                    |                                    |                           |                           |                                |                                |                                |                                |                                |                                |                        |                        |                        |                        |                        |                        |                        |                        |                        |                        |                        |                        |                       |                       |                       |                       |                |                |                         |                         |                         |                         |                         |                         |                        |                        |                              |                              |                              |                              |                              |                              |                   |                   |                   |                   |
|                                    |                                    |                                    |                                    | Alarich von Eppinghoven            | Alarich von Eppinghoven            | Alarich von Eppinghoven   | Alarich von Eppinghoven   | Alarich von Eppinghoven        | Alarich von Eppinghoven        |                                |                                | Anna Margarete Ziggert         | Anna Margarete Ziggert         | Anna Margarete Ziggert | Anna Margarete Ziggert | Anna Margarete Ziggert | Anna Margarete Ziggert |                        |                        | Jürgen von Eppinghoven | Jürgen von Eppinghoven | Jürgen von Eppinghoven | Jürgen von Eppinghoven | Jürgen von Eppinghoven | Jürgen von Eppinghoven |                       |                       |                       |                       |                |                |                         |                         |                         |                         |                         |                         |                        |                        |                              |                              |                              |                              |                              |                              |                   |                   |                   |                   |
|                                    |                                    |                                    |                                    | Alarich von Eppinghoven            | Alarich von Eppinghoven            | Alarich von Eppinghoven   | Alarich von Eppinghoven   | Alarich von Eppinghoven        | Alarich von Eppinghoven        |                                |                                | Anna Margarete Ziggert         | Anna Margarete Ziggert         | Anna Margarete Ziggert | Anna Margarete Ziggert | Anna Margarete Ziggert | Anna Margarete Ziggert |                        |                        | Jürgen von Eppinghoven | Jürgen von Eppinghoven | Jürgen von Eppinghoven | Jürgen von Eppinghoven | Jürgen von Eppinghoven | Jürgen von Eppinghoven |                       |                       |                       |                       |                |                |                         |                         |                         |                         |                         |                         |                        |                        |                              |                              |                              |                              |                              |                              |                   |                   |                   |                   |
|                                    |                                    |                                    |                                    |                                    |                                    |                           |                           |                                |                                |                                |                                |                                |                                |                        |                        |                        |                        |                        |                        |                        |                        |                        |                        |                        |                        |                       |                       |                       |                       |                |                |                         |                         |                         |                         |                         |                         |                        |                        |                              |                              |                              |                              |                              |                              |                   |                   |                   |                   |
|                                    |                                    |                                    |                                    |                                    |                                    |                           |                           |                                |                                |                                |                                |                                |                                |                        |                        |                        |                        |                        |                        |                        |                        |                        |                        |                        |                        |                       |                       |                       |                       |                |                |                         |                         |                         |                         |                         |                         |                        |                        |                              |                              |                              |                              |                              |                              |                   |                   |                   |                   |
| Armin von Eppinghoven              | Armin von Eppinghoven              | Armin von Eppinghoven              | Armin von Eppinghoven              | Armin von Eppinghoven              | Armin von Eppinghoven              |                           |                           | Peri Olga Schleining           | Peri Olga Schleining           | Peri Olga Schleining           | Peri Olga Schleining           | Peri Olga Schleining           | Peri Olga Schleining           |                        |                        | Ralph von Eppinghoven  | Ralph von Eppinghoven  | Ralph von Eppinghoven  | Ralph von Eppinghoven  | Ralph von Eppinghoven  | Ralph von Eppinghoven  |                        |                        | Elizabeth Fricker      | Elizabeth Fricker      | Elizabeth Fricker     | Elizabeth Fricker     | Elizabeth Fricker     | Elizabeth Fricker     |                |                |                         |                         |                         |                         |                         |                         |                        |                        |                              |                              |                              |                              |                              |                              |                   |                   |                   |                   |
| Armin von Eppinghoven              | Armin von Eppinghoven              | Armin von Eppinghoven              | Armin von Eppinghoven              | Armin von Eppinghoven              | Armin von Eppinghoven              |                           |                           | Peri Olga Schleining           | Peri Olga Schleining           | Peri Olga Schleining           | Peri Olga Schleining           | Peri Olga Schleining           | Peri Olga Schleining           |                        |                        | Ralph von Eppinghoven  | Ralph von Eppinghoven  | Ralph von Eppinghoven  | Ralph von Eppinghoven  | Ralph von Eppinghoven  | Ralph von Eppinghoven  |                        |                        | Elizabeth Fricker      | Elizabeth Fricker      | Elizabeth Fricker     | Elizabeth Fricker     | Elizabeth Fricker     | Elizabeth Fricker     |                |                |                         |                         |                         |                         |                         |                         |                        |                        |                              |                              |                              |                              |                              |                              |                   |                   |                   |                   |
|                                    |                                    |                                    |                                    |                                    |                                    |                           |                           |                                |                                |                                |                                |                                |                                |                        |                        |                        |                        |                        |                        |                        |                        |                        |                        |                        |                        |                       |                       |                       |                       |                |                |                         |                         |                         |                         |                         |                         |                        |                        |                              |                              |                              |                              |                              |                              |                   |                   |                   |                   |
|                                    |                                    |                                    |                                    |                                    |                                    |                           |                           |                                |                                |                                |                                |                                |                                |                        |                        |                        |                        |                        |                        |                        |                        |                        |                        |                        |                        |                       |                       |                       |                       |                |                |                         |                         |                         |                         |                         |                         |                        |                        |                              |                              |                              |                              |                              |                              |                   |                   |                   |                   |
|                                    |                                    |                                    |                                    | Alexander von Eppinghoven          | Alexander von Eppinghoven          | Alexander von Eppinghoven | Alexander von Eppinghoven | Alexander von Eppinghoven      | Alexander von Eppinghoven      |                                |                                |                                |                                |                        |                        | Konrad von Eppinghoven | Konrad von Eppinghoven | Konrad von Eppinghoven | Konrad von Eppinghoven | Konrad von Eppinghoven | Konrad von Eppinghoven |                        |                        | Derek von Eppinghoven  | Derek von Eppinghoven  | Derek von Eppinghoven | Derek von Eppinghoven | Derek von Eppinghoven | Derek von Eppinghoven |                |                |                         |                         |                         |                         |                         |                         |                        |                        |                              |                              |                              |                              |                              |                              |                   |                   |                   |                   |